# Mehsana
Mehsana (hindi : મહેસાણા) est une ville indienne située dans l’État du Gujarat et chef-lieu du district de Mehsana.
En 2011, sa population était de 184 133 habitants.

## Traduction
- (en) Cet article est partiellement ou en totalité issu de l’article de Wikipédia en anglais intitulé « Mehsana » (voir la liste des auteurs).